# Guerres anglo-ashanti

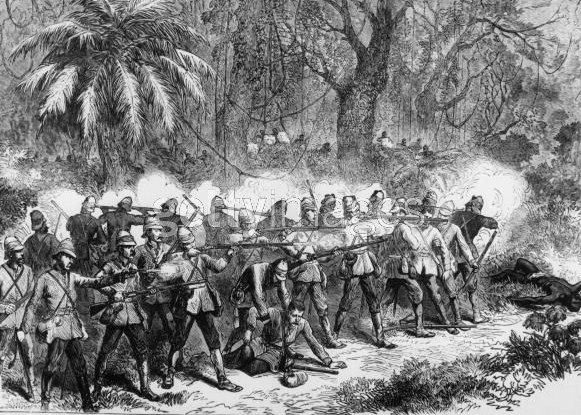

Les guerres anglo-ashanti sont quatre conflits entre l'empire ashanti, à l'intérieur de l'actuel Ghana et l'empire britannique qui eurent lieu entre 1824 et 1901. Le chef de l'Asante (ou Ashanti) était l'Asantehene. Les peuples du littoral, comme les Fantis et les habitants d'Accra, qui étaient principalement Ga, sont venus demander la protection britannique contre les incursions des Ashantis,,. En fin de compte, l'empire asante devint un protectorat britannique.

## Les premiers conflits
Les Britanniques ont été concernés par trois guerres antérieures:
Dans la guerre Ashanti-Fanti en 1806-07, les Britanniques ont refusé de livrer deux rebelles poursuivis par les Ashanteis mais par la suite ont accepté d'en remettre un (l'autre s'est échappé).
Dans la guerre ga-fantis en 1811, les Akwapims, une tribu ghanéenne, s'empare du fort britannique de Tantamkweri et du fort néerlandais d'Apam.
Dans la guerre Ashanti-Akim-Akwapim en 1814-1816, les Asantes défont l'alliance akim-akwapim. Les autorités locales britanniques, néerlandaises et danoises doivent composer avec les Ashantis. En 1817, la société britannique African Company of Merchants signe un traité d'amitié avec les Ashanti qui reconnait les revendications Ashanti sur leur souveraineté sur une grande partie de la côte.

## Première guerre anglo-ashanti

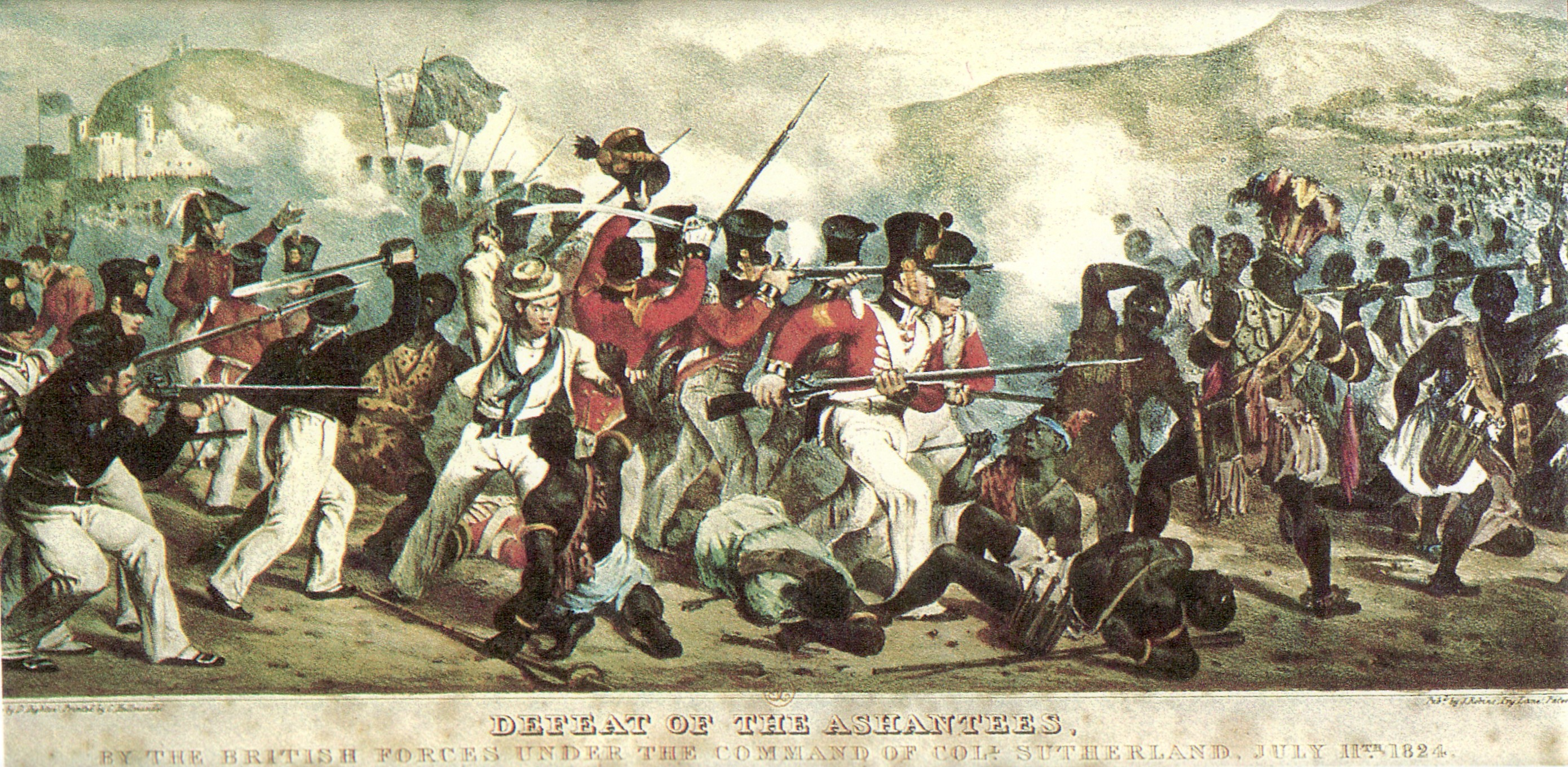
La première guerre anglo-asante eut lieu de 1823 à 1831.

La première guerre anglo-asante eut lieu de 1823 à 1831. En 1823, Sir Charles MacCarthy, rejetant les demandes Ashanti sur une zone côtière occupée par les Fanti repoussa toute idée de négociation, et mena une force d'invasion partie de Cape Coast. Il fut défait et tué par les Ashanti et sa tête et celle de son enseigne Wetherall furent conservées comme trophées. Le major Alexander Gordon Laing retourna en Grande-Bretagne avec des nouvelles de leur sort. 
Les Ashanti s'installèrent sur la côte mais la maladie les contraignit à s'en éloigner. Les Ashanti eurent tant de succès dans leurs luttes ultérieures qu'en 1826, ils vinrent à nouveau jusque sur la côte. Au début, ils se battirent de façon très impressionnante dans une guerre ouverte contre un nombre supérieur de forces alliées aux Britanniques, y compris des Denkyirans. Toutefois, la nouveauté des fusées Congreve obligea l'armée Ashanti à se retirer. En 1831, la rivière Pra fut acceptée comme frontière dans un traité de paix et il y eut trente ans de paix.

## Deuxième guerre anglo-ashanti
La deuxième guerre anglo-asante eut lieu de 1863 à 1864. À l'exception de quelques petites escarmouches Ashanti à travers la Pra en 1853 et 1854, la paix entre Asantes et Britanniques dura plus de 30 ans. Puis, en 1863, une importante délégation d'Ashanti traversa le fleuve poursuivant un fugitif, Kwesi Gyana. Il y eut des combats, des victimes des deux côtés, mais la demande du gouverneur de recevoir des troupes d'Angleterre en renfort fut refusée et la maladie le força au retrait de ses troupes antillaises, les deux parties perdant plus d'hommes de maladie que de toute autre cause et, en 1864, la guerre prit fin dans une impasse.

## Troisième guerre anglo-ashanti

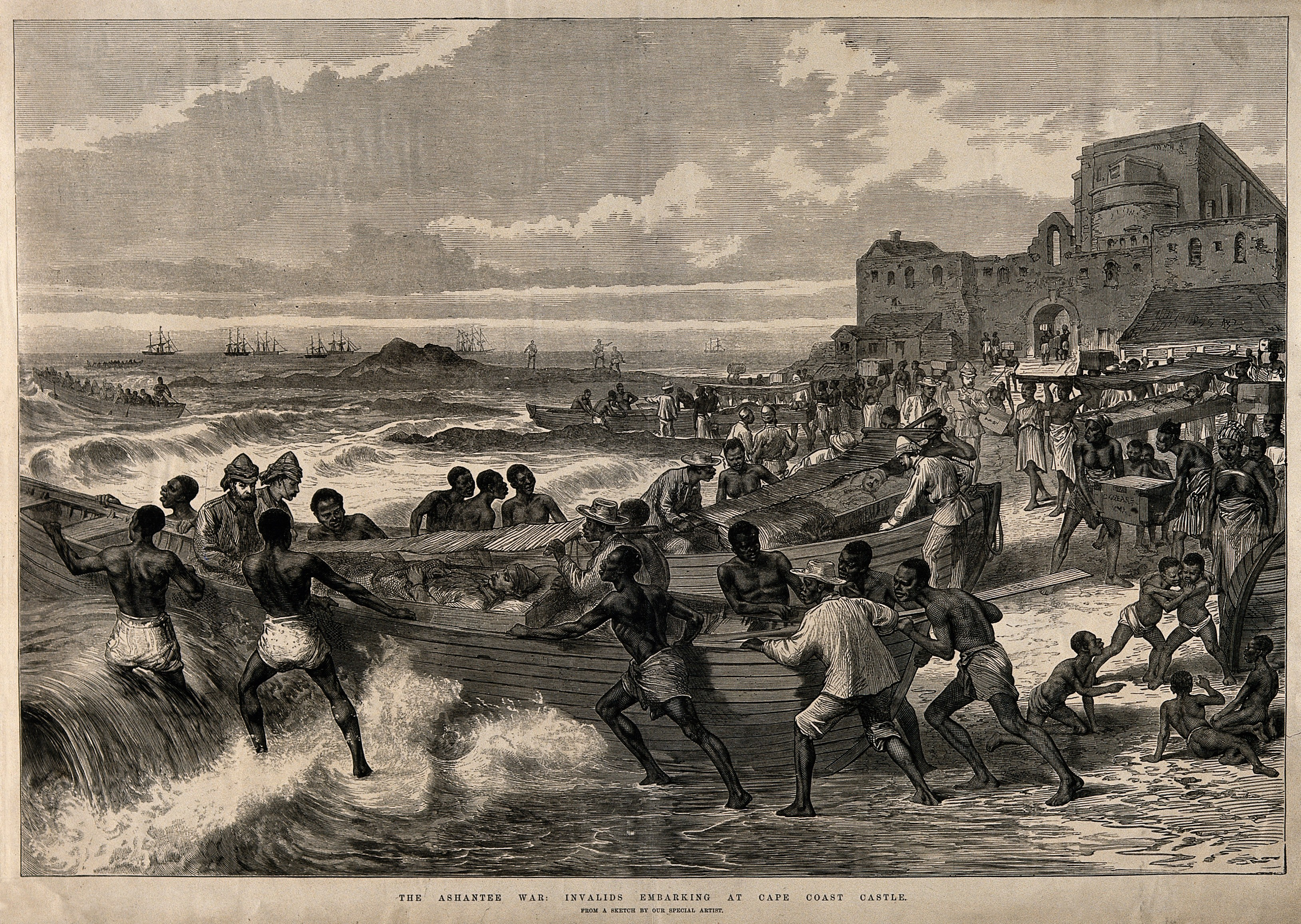
Évacuation de soldats blessés en 1874, devant le fort de Cape Coast.

La troisième guerre anglo-ashanti eut lieu de 1873 à 1874. En 1869, une famille de missionnaires allemands et une missionnaire suisse furent enlevés à Kumasi. Ils furent bien traités mais une rançon fut exigée pour leur libération. De plus, en 1871, la Grande-Bretagne acheta la Côte de l'Or néerlandaise, y compris Elmina, qui était revendiqué par les Ashanti, aux Pays-Bas.  Les Ashanti envahirent à nouveau le protectorat britannique. Les chefferies Ahantas, historiquement liées aux Pays-Bas par le Traité de Butre, accompagnent le conflit en prenant possession des forts situés sur leur territoire. 
Le général Garnet Wolseley, avec 2 500 soldats britanniques et plusieurs milliers de soldats antillais et africains (dont certains Fantis) fut envoyé contre les Ashanti et est ensuite devenu très connu pour cela en Grande-Bretagne. La guerre a été couverte par les correspondants de guerre, comme Henry Morton Stanley et George Alfred Henty. Les instructions militaires et médicales furent imprimées pour les troupes. Le gouvernement britannique refusa en appel d'intervenir auprès des fabricants d'armement britannique qui vendaient leurs armes des deux côtés . 
Wolseley arriva à la Côte de l'Or en 1873, et fit ses plans avant l'arrivée de ses troupes en janvier 1874. Il livra la bataille de Amoaful le 31 janvier de cette même année, et, après un combat de cinq jours, il acheva la guerre par la bataille de Ordahsu. La capitale, Kumasi, qui avait été abandonnée par les Ashanti fut brièvement occupée par les Britanniques et brûlée. Les Britanniques furent impressionnés par la taille du palais et la qualité de son contenu, y compris « des rangées de livres dans de nombreuses langues,. » L'Asantehene, le souverain des Ashanti dut signer un traité de paix très contraignant, le traité de Fomena, en juillet 1874, pour mettre fin à la guerre. Wolseley termina la campagne en deux mois et rembarqua ses hommes avant que la mauvaise saison ne commence. La plupart des 300 victimes britanniques furent dues à la maladie. Wolseley a laissé un pouvoir vacant qui aboutit à plus de combats, car l'Asantehene ne pouvait plus contrôler ses anciennes tribus vassales. 
Certains Britanniques ont rendu hommage à la façon de combattre des Ashanti à Amoaful, en particulier la perspicacité tactique de leur commandant, Amanquatia : « Le grand chef Amanquatia a été parmi les tués. Il a montré une habilité admirable dans le site choisi et la détermination et la façon de commander dont il a fait preuve dans la défense confirmèrent entièrement sa grande réputation de tacticien habile et de vaillant soldat. »

## Quatrième guerre anglo-ashanti

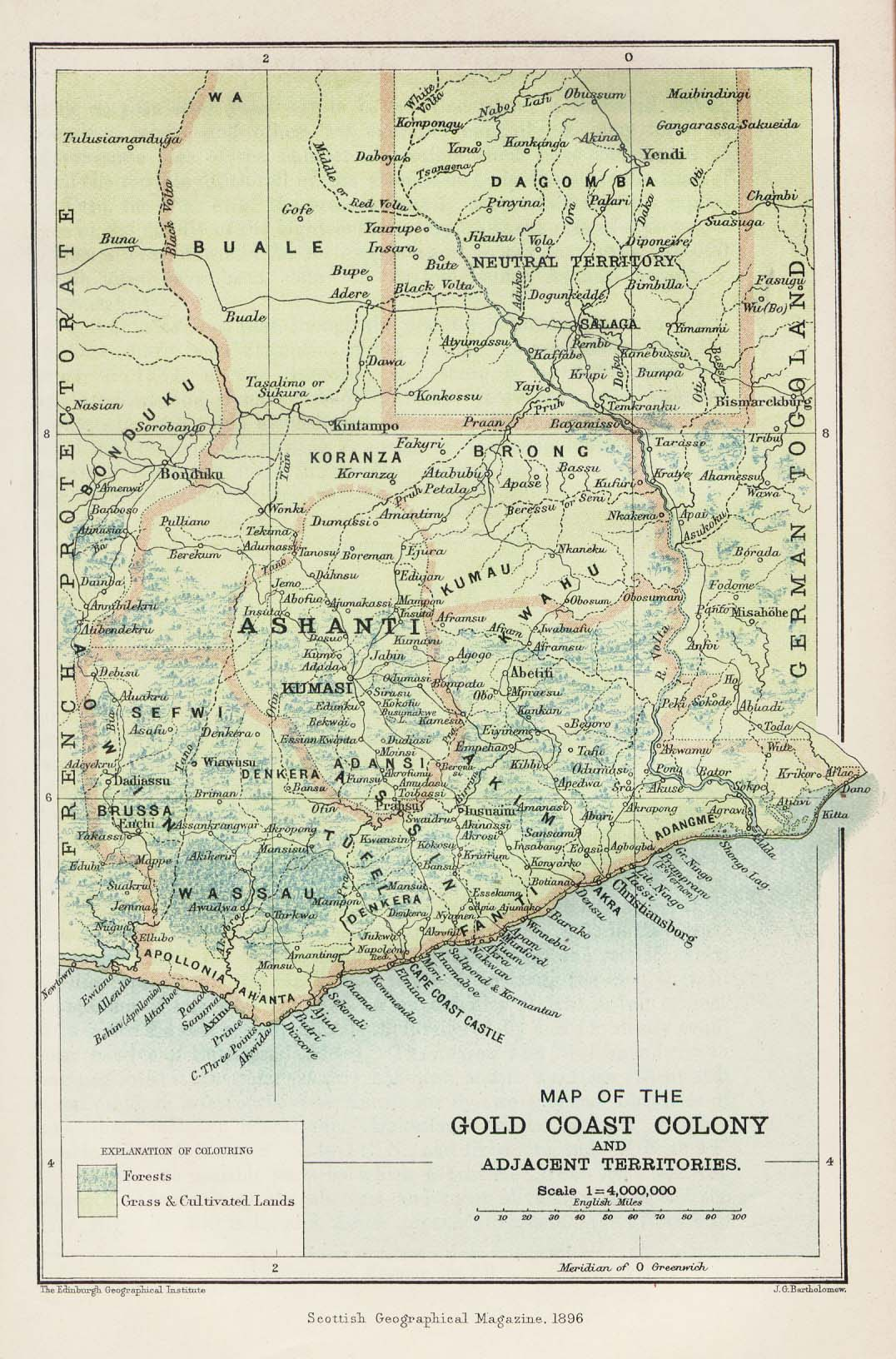
Carte de 1896 de la Gold Coast montrant le territoire Ashanti

La quatrième guerre anglo-ashanti fut une guerre de courte durée, de 1894 à 1896. Les Ashanti refusèrent une offre officieuse de devenir un protectorat britannique en 1891, refus s'étendant jusqu'à 1894. Voulant maintenir les forces françaises et allemandes hors du territoire Ashanti (et de son or), les Britanniques voulaient conquérir le pays des Ashanti, une fois pour toutes. La guerre commença sous le prétexte de non-paiement des amendes perçues du monarque Ashanti imposées par le traité de Fomena après la guerre de 1874.
Sir Francis Scott quitta Cape Coast avec la force expéditive principale formée de troupes britanniques et des Antilles en décembre 1895 et arriva à Kumasi en janvier 1896. L'Asantehene appela les Ashanti à ne pas résister. Bientôt, le gouverneur William Maxwell arriva aussi à Kumasi. Robert Baden-Powell mena un prélèvement indigène de plusieurs tribus locales dans la campagne. L'Asantehene Agyeman Prempeh fut arrêté et destitué. Il fut forcé de signer un traité de protection et avec d'autres dirigeants Ashanti fut envoyé en exil aux Seychelles.

## La guerre du tabouret d'or
Lors de la guerre du tabouret d'or en 1900, le reste de la cour Ashanti qui n'avait pas été exilé aux Seychelles monta une offensive contre les troupes britanniques et Fanti installées au Fort de Kumasi, mais ils furent vaincus. La reine mère Yaa Asantewaa et d'autres dirigeants Ashanti furent ainsi envoyés aux Seychelles. Le territoire de l'empire fut intégré à la colonie de la Gold Coast le 1er janvier 1902.